# Biblioteca europea di informazione e cultura

La Biblioteca europea di informazione e cultura (« Bibliothèque européenne d'information et de culture ») (BEIC) est un projet en cours de réalisation, envisageant la création et le développement d’une nouvelle bibliothèque moderne dans la ville de Milan. Le projet, qui prend forme à partir d'une idée d'Antonio Padoa Schioppa, est d'abord soumis, à la fin des années 1990, à l'examen du ministère des Biens et Activités culturels et du Tourisme (le ministère de la Culture italien),. On vise alors à l'articulation de l'entreprise en deux sections distinctes, une bibliothèque matérielle et une numérique, la Beic Digital Library.

## BeicDL (Beic Digital Library)
La BEIC Bibliothèque numérique est inaugurée le 30 novembre 2012, offrant en régime de libre accès une vaste quantité de supports numérisés, volumes (livres et revues), manuscrits, photos et fichiers musicaux. À la date d'avril 2016, le catalogue BeicDL liste plus de 3 000 auteurs et 29 000 objets numériques, organisés en regroupements sémantiques,,.